# Dromedary Glacier
Dromedary Glacier är en glaciär i Antarktis. Den ligger i Östantarktis. Nya Zeeland gör anspråk på området. Dromedary Glacier ligger 1 514 meter över havet.
Terrängen runt Dromedary Glacier är kuperad österut, men västerut är den bergig. Trakten är obefolkad. Det finns inga samhällen i närheten. 